# Збірна Нової Каледонії з футболу
Збі́рна Ново́ї Каледо́нії з футбо́лу — національна футбольна команда держави Нова Каледонія, якою керує Федерація футболу Нової Каледонії.
Станом на 28 листопада 2024 посідає 152-e місце у рейтингу футбольних збірних світу.

## Чемпіонат світу
- 1930 — 2002 — не брала участь
- 2006 — 2022 — не пройшла кваліфікацію

## Кубок націй ОФК
| Кубок націй ОФК | Кубок націй ОФК    | Кубок націй ОФК    | Кубок націй ОФК    | Кубок націй ОФК    | Кубок націй ОФК    | Кубок націй ОФК    | Кубок націй ОФК    | Кубок націй ОФК    |
| Рік             | Раунд              | Позиція            | І                  | П                  | Н                  | П                  | ЗМ                 | ПМ                 |
| --------------- | ------------------ | ------------------ | ------------------ | ------------------ | ------------------ | ------------------ | ------------------ | ------------------ |
| 1973            | Півфінал           | 3                  | 5                  | 3                  | 0                  | 2                  | 10                 | 6                  |
| 1980            | Півфінал           | 3                  | 4                  | 2                  | 0                  | 2                  | 8                  | 23                 |
| 1996 — 2000     | Не кваліфікувалась | Не кваліфікувалась | Не кваліфікувалась | Не кваліфікувалась | Не кваліфікувалась | Не кваліфікувалась | Не кваліфікувалась | Не кваліфікувалась |
| 2002            | Груповий етап      | 8                  | 3                  | 0                  | 0                  | 3                  | 1                  | 14                 |
| 2004            | Не кваліфікувалась | Не кваліфікувалась | Не кваліфікувалась | Не кваліфікувалась | Не кваліфікувалась | Не кваліфікувалась | Не кваліфікувалась | Не кваліфікувалась |
| 2008            | Фінал              | 2                  | 6                  | 2                  | 2                  | 2                  | 12                 | 10                 |
| 2012            | Фінал              | 2                  | 5                  | 3                  | 0                  | 2                  | 19                 | 7                  |
| Всього          |                    | 5/9                | 22                 | 11                 | 2                  | 9                  | 52                 | 48                 |

## Тренери
- Гуі Ельмур (1971—1973)
- Жиле Меун (1977)
- Мішель Кларк (2002)
- Мартінего Серж де Новак (2002—2004)
- Дідьє Шамбон (2007—2010)
- Крістоф Курсімо (2010—2012)
- Алан Мозен (2012–)